# カナダ軍
カナダ軍（カナダぐん、英: Canadian Armed Forces、略称：CAF、仏: Forces armées canadiennes、略称：FAC）は、カナダが保有する軍隊である。

## 概要
カナダは北アメリカ大陸北部を領有し、冷戦期にはアメリカ合衆国とソビエト連邦の間に挟まれる軍事的な緊張地帯に位置していた。カナダ軍は本部を首都のオンタリオ州オタワに置き、カナダの国防を達成するために安全保障と自主独立を追求し、必要に応じては災害派遣や民生支援などの活動を行うことを基本的な任務としている。カナダ軍は全軍合わせて、正規軍約67,492人の兵力を有する。現在は志願制となっている。予備役は約36,381人。
カナダ憲法の規定では、カナダ軍最高司令官はカナダの国王／女王（2022年現在に於いてはイギリス国王でもあるチャールズ3世）である。しかし1904年からは、カナダ総督がその任につき、1905年に特許状でも最高司令官としての任務を委任された。ウェストミンスター制の立憲議会制度の上では、カナダ軍に対する事実上の指揮権は首相が保持している。カナダ軍の指揮系統は文民統制の観点から国防大臣から国防参謀総長（Chief of the Defence Staff）を通じて各部隊へと至っている。
北大西洋条約機構（NATO）にも加盟しており、アメリカ軍とは緊密な集団安全保障の体制を構築している。核戦力を保有していないためにアメリカ合衆国に依存しているが、アメリカ合衆国とともにカナダは北アメリカ大陸の防衛のため、北アメリカ航空宇宙防衛司令部（NORAD）を共同で設置して防空の分野で重要な役割を果たしてきた。アメリカ合衆国の非武装軍用機が領空に入ることやカナダ軍の施設を訓練で使用することについても認められている。
またイギリスやドイツの陸軍部隊の戦闘訓練やフランスの空軍部隊にも飛行訓練で施設を使用させている。加えてカナダは国連主義の外交政策と関連して平和維持活動（PKO）を重視しており、一定の枠組みを作って積極的に戦力を派遣している。世界的にも珍しく一軍制を採用しているが、これにはカナダの歴史的な背景が関連している。

## 歴史
1867年のカナダ自治領誕生以前は、現在のカナダに当たる地域にはフランス軍、イギリス軍及び地域の民兵団が組織されていた。民兵団は他の欧州諸国や先住民族、後のアメリカ独立戦争や米英戦争期にはアメリカ合衆国軍、またはフェニアン襲撃やメティのレッド川蜂起（Red River Rebellion）や北西の蜂起（North-West Rebellion）などからそれぞれの地区を防衛する活動を援護していた。そのためカナダ軍の源流は19世紀初頭にまで遡り、アメリカ合衆国による英領北アメリカ（現カナダ）への侵略から防衛する民兵団まで含まれる。

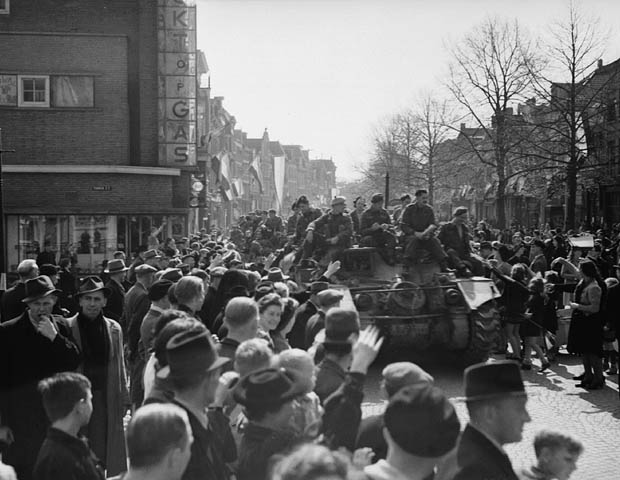
1945年4月16日、オランダ・レーワルデンにて解放された市民に歓迎されるカナダ軍部隊

カナダにおける軍事指揮権は、イギリスの元首（British Crown-in-Council）及び、1906年にイギリス陸軍とイギリス海軍がハリファックスから全面撤退するまで駐在していたイギリス陸軍の北米総司令官（Commander-in-Chief, North America）が掌握していた。その後カナダ海軍と、その航空隊としてカナダ空軍が設立された。これらの軍は軍事防衛省（現国防省）の傘下で恒久軍と臨時民兵団に分割され、1923年に国防省傘下となった。ただし陸軍に関しては1940年11月まで「カナダ陸軍」と命名されていなかった。
カナダ軍が初めて海外派兵されたのは、イギリス軍指揮下で作戦に参加した第2次ボーア戦争であった。同様に第一次世界大戦においてイギリスがドイツと開戦した際、ヨーロッパに派兵された。その後、カナダの元首（実際にはカナダ政府）も第二次世界大戦、朝鮮戦争に参加・派兵を実施した。
1947年以来、カナダ軍は世界で200以上の作戦に従事し、72の多国籍軍による作戦参加している。カナダ軍は北大西洋条約機構（NATO）でも冷戦時代、湾岸戦争、コソボ紛争等の作戦や、スエズ危機やゴラン高原、キプロス、クロアチア、ボスニア、アフガニスタン、リビアなどでの国際連合平和維持活動で著しい活動を行なっている。1957年から1970年まで空母を保有していたが、キューバ危機の際の巡視以外では実戦で使用されなかった。
カナダ軍は1968年2月1日にカナダ陸軍（当時はCanadian Army）、海軍（当時はRoyal Canadian Navy）、空軍（当時はRoyal Canadian Air Force）を合併して出来た組織であったが、発足当初は階級の呼称、服装などを巡ってさまざまな不満が噴出した。1975年には司令部において再び効率化を標榜して改革を行ったが、実質的には新しくした機能別の部隊編制を従来の軍種別の部隊編制に戻す意味もあった。

## 組織
カナダ軍の機構における最も顕著な特徴は統合化による一軍制である。最高司令官はカナダ国王（または女王）に任命されたカナダ総督であるが、実質的な指揮権を持つのは首相である。政府の下には行政機関である国防省が置かれており、具体的な指揮は首相の下で国防省の長である国防大臣が行い、国防大臣の下には文官と武官が混在する形で国防参謀総長と国防次官が同列に置かれている。その下には政策、人事、資源、財務を担当する武官もしくは文官が次官として配置され、もし武官が次官補となれば文官が補佐官として置かれ、文官なら武官が補佐官となる。さらにこれらを補佐するために装備、施設、法務、情報、予備等の各部門が置かれる。
カナダ軍の部隊は国防参謀総長の下に置かれている。事実上の軍種として地上軍・海上軍・航空軍が、作戦上の統合部隊として国内軍・国外派遣軍・特殊作戦軍が設置されていたが、2011年に軍種の名称が旧来のものに戻されたほか、2012年に国内軍・国外派遣軍を統合再編している。2012年現在、カナダ軍には国防法（National Defence Act）によって定められた以下の部隊が設置されている。
2012年時点の名称・編制
| 名称(日本語訳)    | 通称             | 英語正式名称                                            | 仏語正式名称                                                      | 英語通称  | 仏語通称       | 分類   |
| ----------------- | ---------------- | ------------------------------------------------------- | ----------------------------------------------------------------- | --------- | -------------- | ------ |
| カナダ陸軍        | カナダ陸軍       | Canadian Army (CA)                                      | Armée canadienne (AC)                                             | Army      | Armée          | 軍種   |
| 王立 カナダ海軍   | カナダ海軍       | Royal Canadian Navy (RCN)                               | Marine royale canadienne (MRC)                                    | Navy      | Marine         | 軍種   |
| 王立 カナダ空軍   | カナダ空軍       | Royal Canadian Air Force (RCAF)                         | Aviation royale canadienne (ARC)                                  | Air Force | Force aérienne | 軍種   |
| カナダ 統合作戦軍 | カナダ統合作戦軍 | Canadian Joint Operations Command (CJOC)                | Commandement des opérations interarmées du Canada (COIC)          |           |                | 作戦上 |
| カナダ 特殊作戦軍 | カナダ特殊作戦軍 | Canadian Special Operations Forces Command (CANSOFCOM） | Commandement des Forces d'opérations spéciales du Canada (COMFEC) |           |                | 作戦上 |

2011年時点の名称・編制
| 名称(日本語訳)    | 通称             | 英語正式名称                                            | 仏語正式名称                                             | 英語通称  | 仏語通称       | 分類   |
| ----------------- | ---------------- | ------------------------------------------------------- | -------------------------------------------------------- | --------- | -------------- | ------ |
| カナダ 地上軍     | カナダ陸軍       | Land Force Command (LFC)                                | Commandement de la Force terrestre (CFT)                 | Army      | Armée          | 軍種   |
| カナダ 海上軍     | カナダ海軍       | Maritime Command (MARCOM)                               | Commandement maritime (COMAR)                            | Navy      | Marine         | 軍種   |
| カナダ 航空軍     | カナダ空軍       | Air Command (AIRCOM)                                    | Commandement aérien (C Air)                              | Air Force | Force aérienne | 軍種   |
| カナダ 国内軍     | カナダ国内軍     | Canada Command (CANCOM)                                 | Commandement Canada                                      |           |                | 作戦上 |
| カナダ 国外派遣軍 | カナダ国外派遣軍 | Canadian Expeditionary Force Command (CEFCOM)           | Commandement de la Force expéditionnaire du Canada       |           |                | 作戦上 |
| カナダ 特殊作戦軍 | カナダ特殊作戦軍 | Canadian Special Operations Forces Command (CANSOFCOM） | Commandement des Forces d'opérations spéciales du Canada |           |                | 作戦上 |

## 軍服

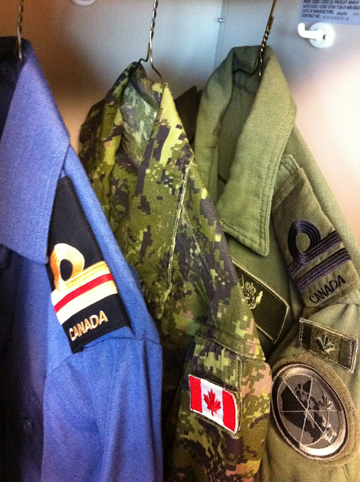
カナダ軍3部隊の業務用制服

カナダ軍の制服は、軍そのものが統一される以前、陸軍、空軍、海軍のどれらの服も、英国およびその他の英連邦諸国の軍隊に対応するものと類似していた。その語、国家識別に伴い、いくつかの連隊の装身具が一新される形で独自化されている。1968年の国軍の統合に伴い、すべてのサービス部門がカナダ軍のライフルグリーンの制服を着用し始めた。また、1980年代後半にカナダ軍の様々な部隊で固有の制服（環境別制服制度、DEU）が導入されており、一般的には統一前の制服に似通ったデザイン仕様のもので占められている。環境別制服制度DEUでは、海軍にはネイビーブルー（実際には黒）、陸軍にはライフルグリーン、空軍にはライトブルーとなっている。

## 最近の活動内容
- コソボ紛争
- アフガニスタンの国際治安支援部隊（ISAF）
- エジプトのシナイ半島駐留多国籍軍監視団
- マリ共和国の国際連合マリ多元統合安定化ミッション